# Guyot

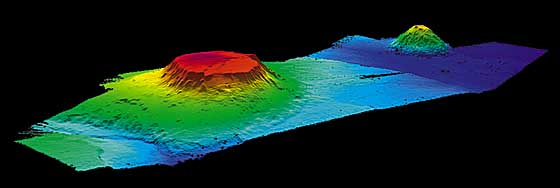
O monte submarino Bear (no oceano Atlântico), um Guyot

É um monte submarino, de topo aplainado, que se situa a profundidades de 200 e 2500 m. Os montes submarinos podem se originar a partir de um hotspot — ponto quente fixo no manto onde há extravasamento do magma da pluma mantélica —, ou podem ser vulcões inativos submersos, formados próximo aos centros de expansão do assoalho oceânico. Quando essas construções vulcânicas afloram e ultrapassam o nível do mar, há a formação de ilhas, que, posteriormente, devido aos processos de erosão, sofrem uma gradual subsidência, passando por diferentes estágios (como ilhas com recife de barreira e atóis) até se transformar em um monte de topo achatado totalmente submerso — guyot. 
Essas estruturas são bastante comuns no Oceano Pacífico, mas existentes em outros oceanos, incluindo o Oceano Atlântico, onde muitas das elevações submarinas na região Nordeste-Leste do Brasil são guyots.
O termo guyot é derivado do geógrafo e geólogo suíço-americano Arnold Henry Guyot e foi cunhado pelo cientista Harry Hammond Hess, quando descreveu essas estruturas após identifica-las através de um sonar durante a Segunda Guerra Mundial. Posteriormente, as ideias e interpretações de Hess foram utilizadas para a formulação da Teoria de Tectônica de Placas. 